# Théobald Piscatory
Théobald Émile Arcambal Piscatory est un diplomate et homme politique français né le 30 septembre 1799 à Paris et mort le 18 novembre 1870 à Paris.

## Biographie
Fils de François Hyacinthe Arcambal, employé au ministère de la Guerre et frère du général Jacques Philippe Arcambal, et de Thérèse Rosalie Pélagie Deshayes, il fut adopté le 16 germinal an VIII (6 avril 1800) par Antoine Pierre Piscatory, second époux de sa mère et frère du général-vicomte Achille Victor Fortuné Piscatory de Vaufreland, dont il porta dès lors le nom.
Il fut l'amant de Dorothée de Courlande, alors compagne de Talleyrand, relation dont naquirent deux filles, Antonine [Mme Octave Auvity] et Julie Zulmé [Mme Joseph Évariste Laurent Bertulus], en 1826 et en 1827.

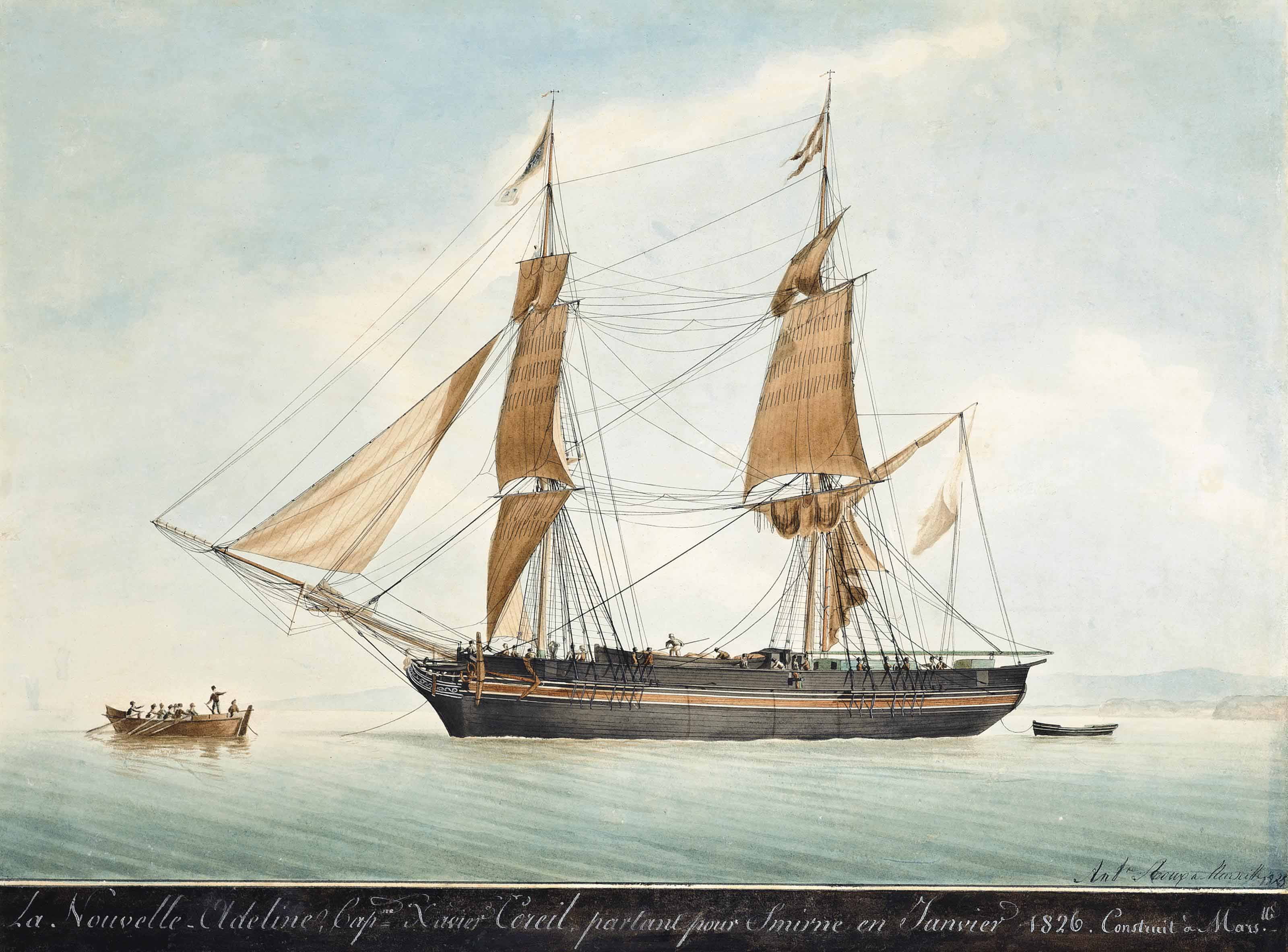
La Nouvelle-Adeline, navire transportant l'expédition dirigée par Piscatory en 1826

Fervent philhellène, Piscatory effectua deux séjours en Grèce afin de soutenir la lutte pour l’indépendance, en 1825 puis de janvier à août 1826 ; il était lors de ce second séjour à la tête de l'expédition organisée par le comité philhellène de Paris. Il rentra en France le 7 août 1826. C’est là qu’il rencontra Kolettis, futur ambassadeur de Grèce auprès de Louis-Philippe (1835-1844), puis chef du gouvernement grec de 1844 à 1847, dont il devint l'ami.
Candidat conservateur à la Chambre des députés le 5 juillet 1831 dans le 2e collège d'Indre-et-Loire (Tours), il obtient 72 voix contre 288 à Bacot, élu, et 73 à Delamardelle. Il est en revanche élu député, le 15 novembre 1832, par le 4e collège du même département (Chinon) en remplacement d'Amédée Girod de l'Ain, élevé à la pairie. Piscatory vota avec la majorité conservatrice, fit partie de la commission de l'Algérie, et se prononça énergiquement en faveur du maintien de l'occupation. Réélu le 21 juin 1834, il continua de soutenir la politique gouvernementale, jusqu'au moment où il entra dans la coalition contre le ministère Molé. Il obtint encore sa réélection le 4 novembre 1837 puis le 2 mars 1839 et siégea comme député jusqu'en 1842. À cette époque, il échoua à Chinon avec 219 voix contre 253 au candidat de l'opposition, Adolphe Crémieux. Il fut alors appelé au conseil général de l'agriculture.
Sa carrière diplomatique commença en 1841 : de juin à septembre, Guizot, alors ministre des Affaires étrangères, l’envoya en mission dans toute la Grèce afin de repérer les hommes dignes du soutien de la France et capable d’accroître l’influence de cette dernière, et de mesurer les progrès accomplis par le pays depuis l’avènement du Roi Othon Ier en 1832. Ce fut l’occasion pour Piscatory de renouer avec d’anciennes connaissances et de faire ses preuves en tant que diplomate. Guizot parut satisfait de ses services, puisqu’il le nomma ministre plénipotentiaire de France auprès du roi de Grèce en avril 1843. 
Quelques mois plus tard, le 15 septembre 1843 (3 septembre selon le calendrier orthodoxe) se produisit en Grèce une révolution qui contraignit le roi à promettre de réunir une Assemblée nationale pour doter la Grèce d’une constitution. Piscatory, sans être à l’initiative du mouvement selon toute vraisemblance, joua alors un rôle important. En effet, dans les jours suivant la révolution, il se rendit plusieurs fois au palais royal et se fit écouter du Roi lorsqu’il lui conseilla de ne pas revenir sur les promesses faites. Après une brève tentative sans suite de rapprochement avec l'ambassadeur britannique Edmund Lyons, il mena une politique de soutien actif au gouvernement de Kolettis dès la formation de celui-ci et parvint à contrebalancer efficacement l'influence anglaise.
Il continua à donner satisfaction à son gouvernement, puisqu'il fut fait pair de France le 21 juillet 1846 et commandeur de la Légion d'honneur le 31 août 1846, année où l’influence française en Grèce, grâce aux efforts conjugués de Piscatory et du ministre français de l’Instruction publique, le comte de Salvandy, se dota d’un nouvel et puissant instrument : l’École française d’Athènes. 

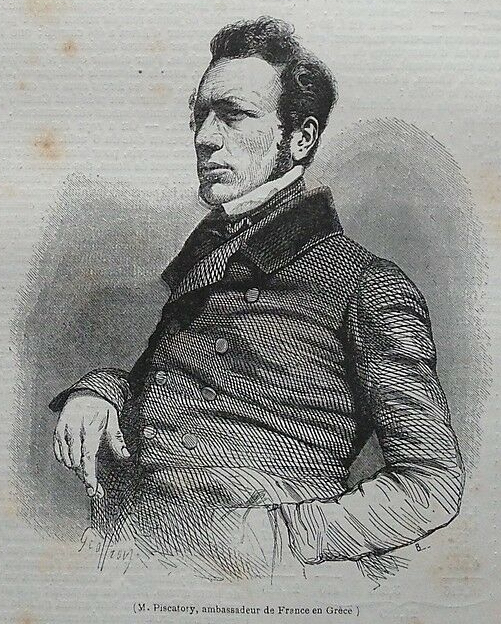
Piscatory, ambassadeur de France en Grèce.

À la mort de Kolettis, le gouvernement français songea à déplacer Piscatory, qui demandait d’ailleurs son rappel. Il fut alors nommé ambassadeur à Madrid en remplacement du comte Bresson le 10 décembre 1847. La Révolution de 1848 l'empêcha d'occuper son poste, et il fut révoqué par le Gouvernement provisoire le 11 mars 1848. 
Piscatory tenta de poursuivre sa carrière politique sous la Deuxième République : il fut élu représentant du département d'Indre-et-Loire à l'Assemblée législative le 13 mai 1849 sous l'étiquette monarchiste. Il fut l'un des membres les plus actifs de la majorité, appartint au comité de la rue de Poitiers, appuya l'expédition de Rome, la loi Falloux sur l'enseignement, la loi électorale du 31 mai 1850 à l'élaboration de laquelle il prit part comme membre de la commission, la révision de la Constitution. Il participe à la Commission sur l'assistance et la prévoyance publiques présidée par Thiers.
Il fut au nombre des représentants qui se rassemblèrent à la mairie du Xe arrondissement pour protester contre le coup d'État du 2 décembre 1851, qui le fit définitivement rentrer dans la vie privée. Il conserva néanmoins des liens avec Guizot et forma avec celui-ci en 1867 un comité grec de soutien aux insurgés crétois.

## Famille
Ayant épousé Blanche Foy, une fille du général d'Empire Maximilien Sébastien Foy (habituellement désigné comme étant le « général Foy »), il est le grand-père de Théobald Foy, ceci par sa fille Isabelle Piscatory, laquelle a incidemment épousé son oncle Maximilien Sébastien Frédéric Foy, le frère de sa mère Blanche.
Ainsi, Maximilien Sébastien Frédéric Foy est, à la fois, le gendre de Théobald Piscatory (ayant épousé Isabelle la fille de ce dernier) et son beau-frère (étant le frère de l'épouse de Théobald Piscatory, Blanche).

### Sources
- « Théobald Piscatory », dans Adolphe Robert et Gaston Cougny, Dictionnaire des parlementaires français, Edgar Bourloton, 1889-1891 [détail de l’édition]